# 大理文庙
大理文庙，即大理府文庙，位于云南省大理州大理市大理镇大理古城复兴路中段，始建于元至元二十二年（1285年），清同治十二年（1873年）迁至今址。大理文庙坐西向东，布局为左庙右学，原建筑现存大成门，2014年重建大门、照壁、泮池、棂星门、大成殿、崇圣祠等:137。1985年9月20日“文庙大成门（含明兰）”公布为第一批大理市文物保护单位。

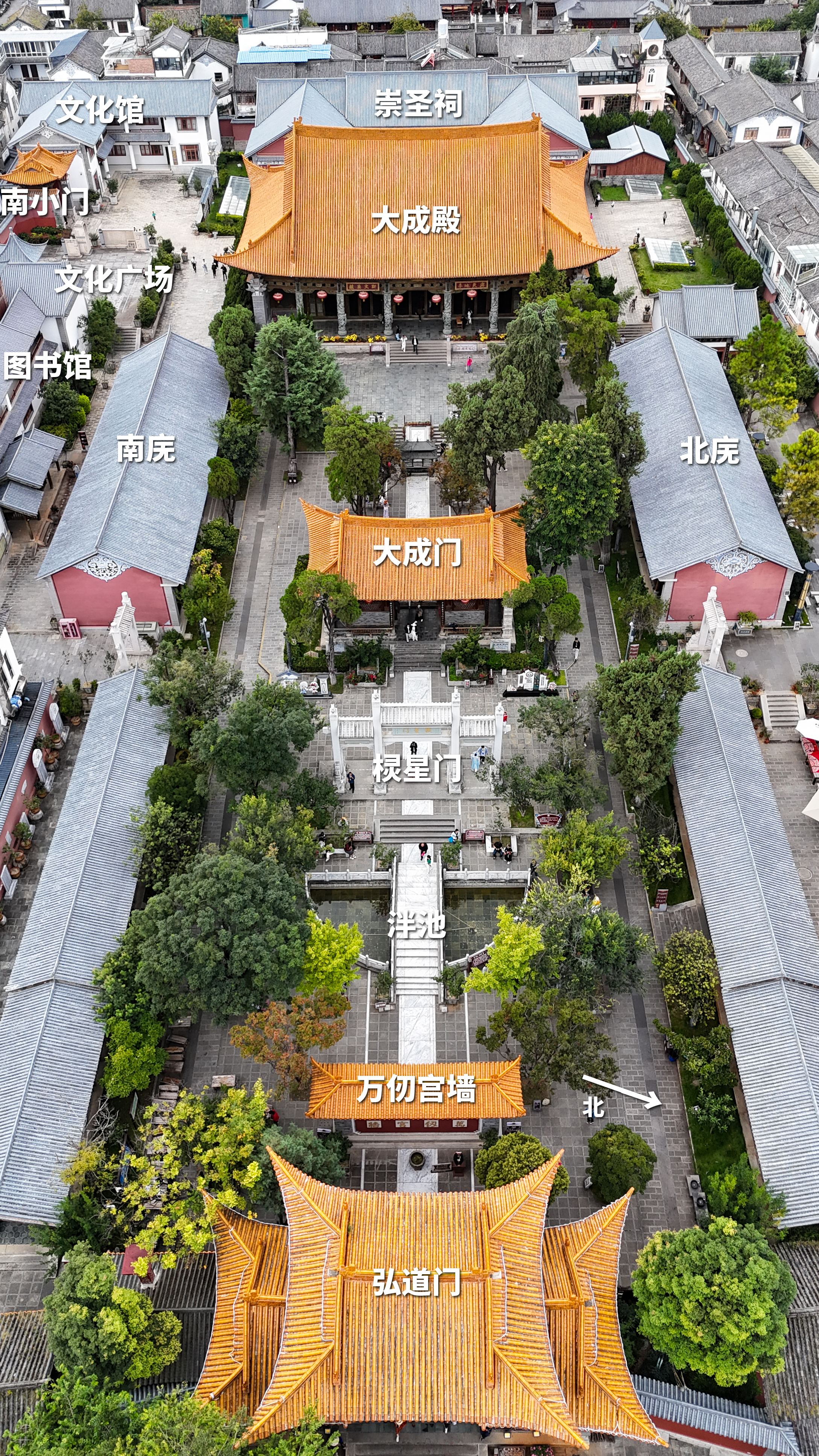
航拍
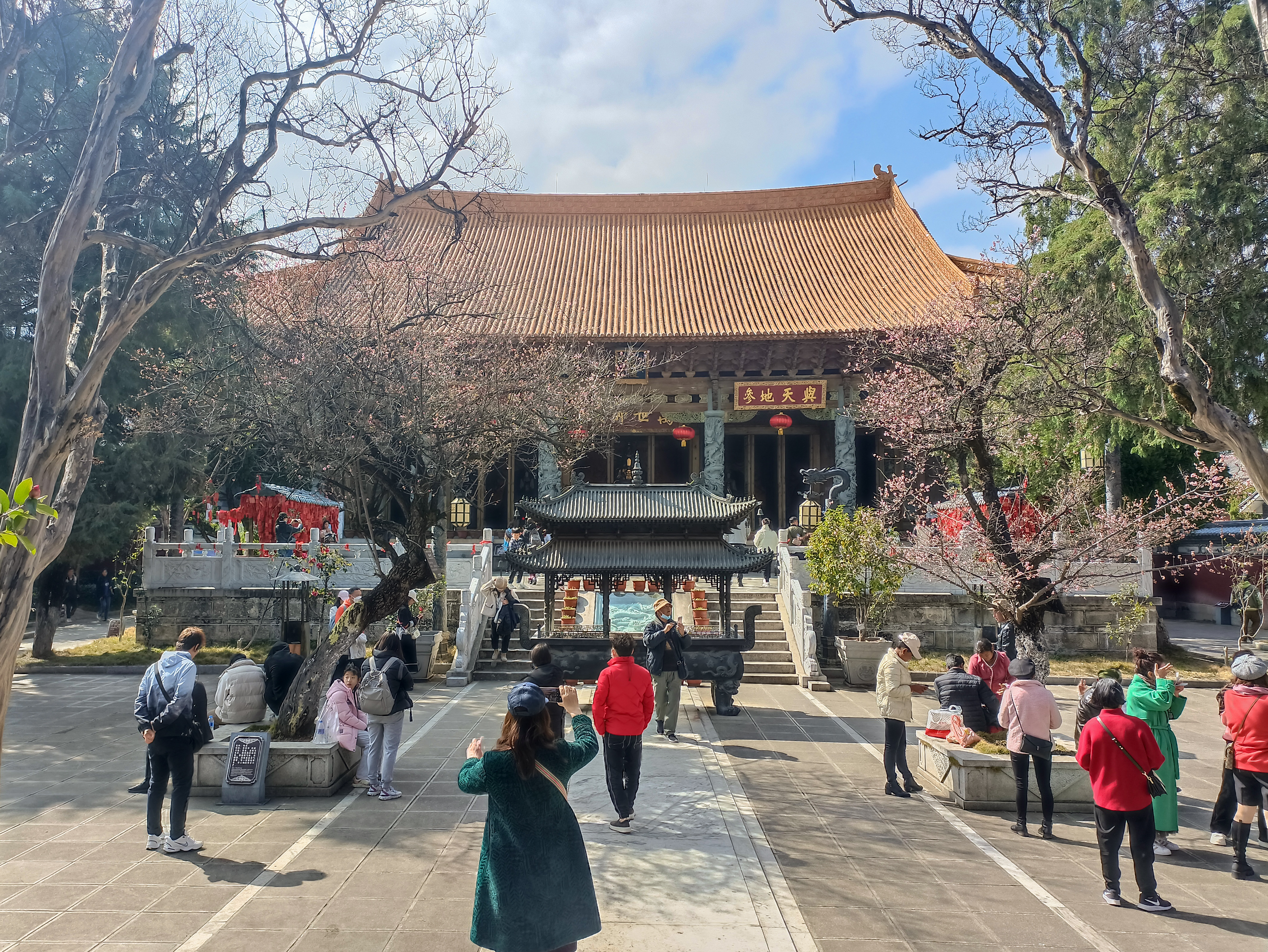
大成殿
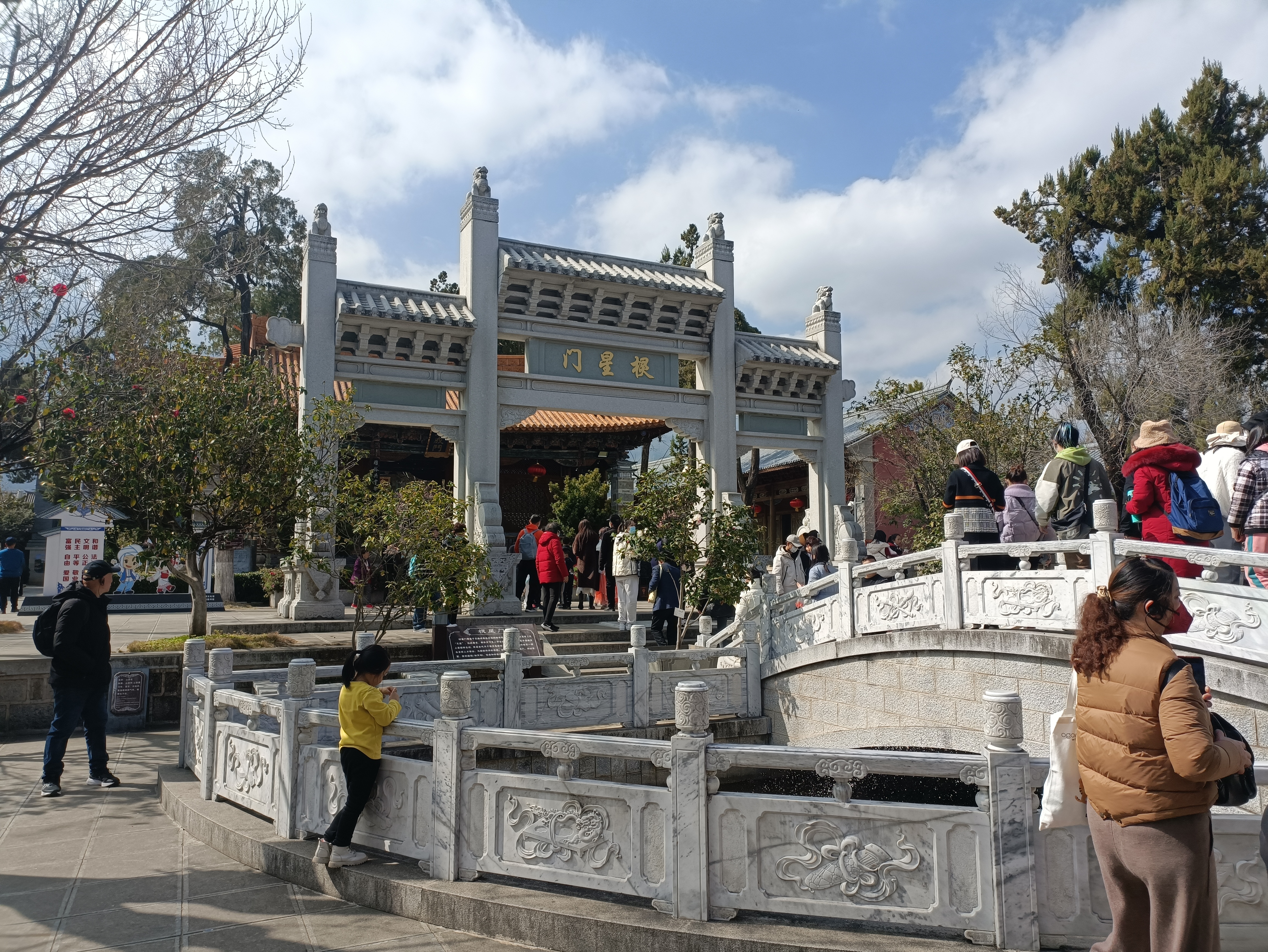
棂星门、泮池